# إليزابيث أدو
إليزابيث أدو (من مواليد 1 سبتمبر 1993) هي لاعبة كرة قدم غانية تلعب في مركز المهاجم لنادي الرياض السعودي. وهي أيضًا قائدة منتخب غانا لكرة القدم للسيدات.

## المسيرة الاحترافية
بدأت أدو مسيرتها الكروية في غانا، حيث لعبت لفريق تيسانو ليديز إف سي عام 2003، ثم وقعت مع نادي أثليتا ليديز إف سي المعروف محليًا باسم "أشيمان ليديز" من 2007 حتى 2012.
أمضت عدة مواسم هناك قبل أن تنضم إلى العملاق النيجيري ريفرز أنجلز من 2012 إلى 2014. ساهم أداؤها في فوز الفريق بلقب الدوري النيجيري لكرة القدم للسيدات لموسمي 2012–13 و2013–14 تحت قيادة المدرب إدوين أوكون. كما سجلت هدفًا مهمًا في الدقيقة 56 بعد تبادل رائع للتمريرات داخل منطقة الجزاء.
عادت أدو إلى غانا في عام 2014 ثم انضمت لاحقًا إلى نادي سبارتاك سوبوتيكا في صربيا في نفس العام.

### فيرينتسفاروشي تي سي، 2015–16
في عام 2015، عادت أدو إلى أوروبا وانضمت إلى نادي فيرينتسفاروشي المجري في بودابست، المجر. كانت جزءًا أساسيًا من الفريق الأول تحت قيادة المدرب بالازس دورنيي، وفازت بلقب الدوري المجري للسيدات لموسم 2015–16 وكأس المجر للسيدات في عام 2016.
اعتُبرت أدو واحدة من أفضل ثلاث لاعبات في الفريق. لعبت 27 مباراة في الدوري وسجلت 17 هدفًا، مما ساعد فريقها في الفوز بلقب الدوري المجري للسيدات. سجلت هدف التعادل في الدقيقة 89 ضد نادي بودابست، لتنتهي المباراة بنتيجة 1–1، ما ساعد فريقها على التأهل إلى نهائي كأس الاتحاد المجري بركلات الترجيح. لعبت المباراة كاملة وساعدت فريقها على الفوز على هونفيد بنتيجة 5–0 في النهائي.
لعبت أدو مع نادي فيرينتسفاروشي في دوري أبطال أوروبا للسيدات 2015–16 واحتلت المركز الثاني خلال مرحلة المجموعات. في عام 2016، كانت واحدة من بين ثلاث لاعبات تم ترشيحهن لجائزة أفضل لاعبة في موسم 2015–16 بالدوري المجري للسيدات.

### كفارنسفيدينز آي كيه، 2016–2017
في أغسطس 2016، وقع نادي كفارنسفيدينز آي كيه من دوري دامالسفينسكان عقدًا مع أدو في صفقة انتقال حر. لعبت أدو 8 مباريات في الدوري وسجلت 5 أهداف، وتم اختيارها ضمن التشكيلة المثالية لشهر سبتمبر 2016 في الدوري السويدي للسيدات.[بحاجة لمصدر]

### سياتل رين والإعارة إلى وسترن سيدني واندررز، 2018
وقعت أدو عقدًا للانضمام إلى نادي بوسطن بريكرز في الدوري الوطني لكرة القدم للسيدات (NWSL)، ولكن تم حل الفريق قبل انطلاق موسم 2018. تم اختيارها من قبل فريق سياتل رين في مسودة التوزيع بالاختيار الثامن.
في 11 أكتوبر 2018، انضمت أدو إلى نادي وسترن سيدني واندررز على سبيل الإعارة لموسم الدوري الأسترالي للسيدات 2018–2019.

### جيانغسو سونينغ
في أبريل 2019، وقعت أدو عقدًا لمدة عام مع نادي جيانغسو سونينغ الصيني في الدوري الصيني الممتاز للسيدات، وذلك بعد انتهاء عقدها مع سياتل رين وانضمامها مؤقتًا إلى فريقها السابق كفارنسفيدينز آي كيه السويدي. انتهت فترتها مع النادي أسرع مما كان متوقعًا بسبب جائحة فيروس كورونا في 2020. خلال وقتها مع الفريق، لعبت 14 مباراة، سجلت 5 أهداف، وقدمت 10 تمريرات حاسمة.
حققت أدو أربعة ألقاب مع الفريق في ذلك الموسم، وهي: الدوري الصيني الممتاز للسيدات، كأس الاتحاد الصيني للسيدات، بطولة كأس الاتحاد، وكأس السوبر الصيني للسيدات. كما كانت جزءًا من الفريق الذي احتل المركز الثاني في النسخة الأولى من دوري أبطال آسيا للسيدات في موسمها الأول.

### أبولون ليديز
بعد عام من اللعب في الدوري الصيني الممتاز للسيدات، انضمت أدو إلى فريق أبولون ليديز القبرصي في 2020.
ظهرت أدو لأول مرة مع الفريق القبرصي في 4 نوفمبر 2020 خلال مباراة الدور الأول من دوري أبطال أوروبا للسيدات، حيث ساعدت فريقها في الفوز 3–0 على سوانزي ليديز.

### نورث كارولينا كوريج، 2021
في 18 يناير 2021، عادت أدو إلى الولايات المتحدة بعد انضمامها إلى نادي نورث كارولينا كوريج في الدوري الوطني لكرة القدم للسيدات بعقد لمدة عام واحد، مع خيار التمديد لمدة 12 شهرًا إضافية.

### يورغوردن
في أبريل 2021، انضمت أدو إلى نادي يورغوردن السويدي. غادرت الفريق بعد نهاية الموسم. خلال موسمها مع الفريق، لعبت 20 مباراة وسجلت هدفًا واحدًا في دامالسفينسكان.

### بشكتاش
في مارس 2022، وقعت أدو عقدًا مع نادي بشكتاش التركي.

### الهلال
في ديسمبر 2022، انضمت أدو إلى نادي الهلال في الدوري السعودي الممتاز للسيدات.

## المسيرة الدولية

### منتخب الشباب
تمثل أدو منتخب غانا منذ عام 2007. في سن الرابعة عشرة، تألقت مع المنتخب الوطني تحت 14 عامًا في كأس العالم تحت 14 سنة لكرة القدم للسيدات 2007 التي أقيمت في سويسرا، حيث قادت الفريق كقائدة له إلى النهائي والفوز بالبطولة.
كما كانت قائدة منتخب غانا تحت 17 سنة لكرة القدم للسيدات في كأس العالم تحت 17 سنة لكرة القدم للسيدات 2008 التي أقيمت في نيوزيلندا، وكانت ثاني قائدة للمنتخب الغاني تحت 17 عامًا الملقب بالعذارى السود (بالإنجليزية: Black Maidens) في كأس العالم تحت 17 سنة لكرة القدم للسيدات 2010.
كانت أدو جزءًا من المنتخب الوطني الذي شارك في كأس العالم تحت 20 سنة لكرة القدم للسيدات 2010 التي أقيمت في ألمانيا، وشاركت في كأس العالم تحت 20 سنة لكرة القدم للسيدات 2012 التي أقيمت في اليابان.

### المنتخب الأول
كانت إليزابيث أدو جزءًا من المنتخب الغاني الذي شارك في تصفيات بطولة أفريقيا لكرة القدم للسيدات 2014.  كانت ضمن تشكيلة المنتخب الغاني التي واجهت الكاميرون في التصفيات المؤهلة إلى الألعاب الأولمبية الصيفية 2016 على ملعب أكرا الرياضي.
لعبت مباراة ودية ضد ألمانيا في 22 يوليو 2016. وفي 12 أبريل 2016، لعبت دورًا رئيسيًا في تأهل غانا إلى تصفيات كأس الأمم الأفريقية للسيدات 2016. قادت المنتخب الغاني كقائدة الفريق لتحقيق المركز الثالث في كأس الأمم الأفريقية للسيدات 2016.
حصلت أدو على جائزتي أفضل لاعبة في المباراة وسجلت 3 أهداف في البطولة، مما جعلها ثالث هدافة في المسابقة وأفضل هدافة للمنتخب الغاني. بسبب أدائها المتميز، تم اختيارها ضمن تشكيلة "فريق البطولة".
كانت ضمن تشكيلة غانا في كأس الأمم الأفريقية للسيدات 2018 التي أقيمت في غانا. في مارس 2020، شاركت مع المنتخب الغاني في كأس تركيا للسيدات 2020، وهو بطولة سنوية ودية لكرة القدم للسيدات تقام في تركيا. قادت الفريق لتحقيق المركز الثاني في مجموعتهم، والمركز الثالث في البطولة، ما أهلهم للفوز بالميدالية البرونزية وكأس البطولة.

## الألقاب والإنجازات
ريفرز أنجلز
- الدوري النيجيري الممتاز للسيدات: 2014[49]
- كأس أيتيو (للسيدات): 2013,[50][51] 2014[52]

فيرينتسفاروش
- الدوري المجري للسيدات: 2015–16[53]
- كأس المجر للسيدات: 2015–16[53]

جيانغسو سونينغ
- الدوري الصيني الممتاز للسيدات: 2019[54]
- كأس الاتحاد الصيني للسيدات: 2019[55]
- بطولة الاتحاد الصيني للسيدات: 2019[56][57]
- كأس السوبر الصيني للسيدات: 2019[55]
- بطولة أندية آسيا للسيدات وصيفة: 2019[58][59]

غانا
- كأس الأمم الأفريقية للسيدات 2016: المركز الثالث[60]
- كأس السيدات التركي المركز الثالث: 2020[61]

الجوائز الفردية
- كأس الأمم الأفريقية للسيدات 2016: التشكيلة المثالية[62]
- أفضل لاعبة كرة قدم في غانا للسيدات: 2019[63]
- أفضل 3 لاعبات في أفريقيا لعام 2016[64]
- أفضل 10 لاعبات في أفريقيا لعام 2018[65]
- أفضل 10 لاعبات في أفريقيا لعام 2019[66]
- فريق العقد للسيدات في أفريقيا: 2011–2020[67]